# Michel Remue
Michel Remue, né le 25 octobre 1919 à Dikkelvenne, section de la commune de Gavre et mort le 2 mars 1985 dans la même ville, est un coureur cycliste belge, professionnel de 1938 à 1942 puis de 1945 à 1953.
Il s'est plus particulièrement distingué après-guerre dans sa deuxième période professionnelle.

## Palmarès
- 1938
  - 3e du Grand Prix d'Affligem
- 1945
  - 2e du Grand Prix Jules Lowie 1945 (Nokere Koerse)
  - 2e du Circuit de Flandre centrale
  - 3e du Grand Prix Briek Schotte
- 1946
  - 4e étape du Tour de l'Ouest
  - 2e du Tour de l'Ouest
  - 3e de Gand-Wevelgem
  - 6e du Tour des Flandres
- 1947
  - Stadsprijs Geraardsbergen
  - Trois Jours de Flandre-Occidentale
  - Egmont Cycling Race
  - Grand Prix de l'Équipe
  - 2e du Grand Prix Jules Lowie 1947 (Nokere Koerse)
  - 2e du Grand Prix de la ville de Vilvorde
  - 2e du Circuit de Flandre centrale
- 1948
  - 2e du Grand Prix de la ville de Vilvorde
  - 2e du Circuit de Flandre orientale
  - 2e du Circuit de Flandre centrale
  - 3e de la Wingene Koers
  - 10e du Grand Prix des Nations à Paris
- 1949
  - Circuit Mandel-Lys-Escaut
  - 3e du Grand Prix Jules Lowie 1949 (Nokere Koerse)
  - 3e du Grand Prix Beeckman-De Caluwé
- 1951
  - 2e de la Mosselkoers
  - 3e du Grand Prix Marcel Kint